# カザルーチェ
カザルーチェ（伊: Casaluce）は、イタリア共和国カンパニア州カゼルタ県にある、人口約9,400人の基礎自治体（コムーネ）。

## 地理

### 位置・広がり

#### 隣接コムーネ
隣接するコムーネは以下の通り。
- アヴェルサ
- フリニャーノ
- サン・タンマロ
- サンタ・マリーア・カープア・ヴェーテレ
- テヴェローラ

### 気候分類・地震分類
カザルーチェにおけるイタリアの気候分類 (it) および度日は、zona C, 1091 GGである。
また、イタリアの地震リスク階級 (it) では、zona 2 (sismicità media) に分類される。

## 行政

### 分離集落
カザルーチェには、以下の分離集落（フラツィオーネ）がある。
- Aprano, Casalnuovo a Piro, Borgo San Lorenzo